# 曙光乡 (克山县)
曙光乡，是中华人民共和国黑龙江省齐齐哈尔市克山县下辖的一个乡镇级行政单位。

## 行政区划
曙光乡下辖以下地区：
兴光村、丰胜村、靠山村、双互村、庄河村、富民村和全富村。